# Muraille de Nicosie
 (juin 2024).
La mise en forme du texte ne suit pas les recommandations de Wikipédia : il faut le « wikifier ».
Les points d'amélioration suivants sont les cas les plus fréquents. Le détail des points à revoir est peut-être précisé sur la page de discussion.
- Les titres sont pré-formatés par le logiciel. Ils ne sont ni en capitales, ni en gras.
- Le texte ne doit pas être écrit en capitales (les noms de famille non plus), ni en gras, ni en italique, ni en « petit »…
- Le gras n'est utilisé que pour surligner le titre de l'article dans l'introduction, une seule fois.
- L'italique est rarement utilisé : mots en langue étrangère, titres d'œuvres, noms de bateaux, etc.
- Les citations ne sont pas en italique mais en corps de texte normal. Elles sont entourées par des guillemets français : « et ».
- Les listes à puces sont à éviter, des paragraphes rédigés étant largement préférés. Les tableaux sont à réserver à la présentation de données structurées (résultats, etc.).
- Les appels de note de bas de page (petits chiffres en exposant, introduits par l'outil «  Source ») sont à placer entre la fin de phrase et le point final[comme ça].
- Les liens internes (vers d'autres articles de Wikipédia) sont à choisir avec parcimonie. Créez des liens vers des articles approfondissant le sujet. Les termes génériques sans rapport avec le sujet sont à éviter, ainsi que les répétitions de liens vers un même terme.
- Les liens externes sont à placer uniquement dans une section « Liens externes », à la fin de l'article. Ces liens sont à choisir avec parcimonie suivant les règles définies. Si un lien sert de source à l'article, son insertion dans le texte est à faire par les notes de bas de page.
- La présentation des références doit suivre les conventions bibliographiques. Il est recommandé d'utiliser les modèles {{Ouvrage}}, {{Chapitre}}, {{Article}}, {{Lien web}} et/ou {{Bibliographie}}. Le mode d'édition visuel peut mettre en forme automatiquement les références.
- Insérer une infobox (cadre d'informations à droite) n'est pas obligatoire pour parachever la mise en page.

Pour une aide détaillée, merci de consulter Aide:Wikification.
Si vous pensez que ces points ont été résolus, vous pouvez retirer ce bandeau et améliorer la mise en forme d'un autre article.
La muraille de Nicosie, également connus sous le nom de murs vénitiens, sont une série de murs défensifs qui entourent la ville de Nicosie, capitale de Chypre. Les premiers murs de la ville sont construits au Moyen Âge, puis reconstruits entièrement au milieu du XVIe siècle par la république de Venise. Ces murs sont encore en grande partie intacts et comptent parmi les fortifications de la Renaissance les mieux conservées de la Méditerranée orientale. La muraille constitue désormais une attraction touristique majeure de la ville.

## Histoire
La première fortification de Nicosie (mentionnée) remonte à 1211, avec la construction d'un château pendant l'époque des Lusignan. Puis en 1489, l'ile de Chypre change de gouvernance et intègre la république de Venise. Les gouverneurs vénitiens ne commencent à renforcer les fortifications de la ville qu'après le grand siège de Malte en 1565 par crainte de l’expansion agressive de l'Empire ottoman sur les territoires de la république de Venise.

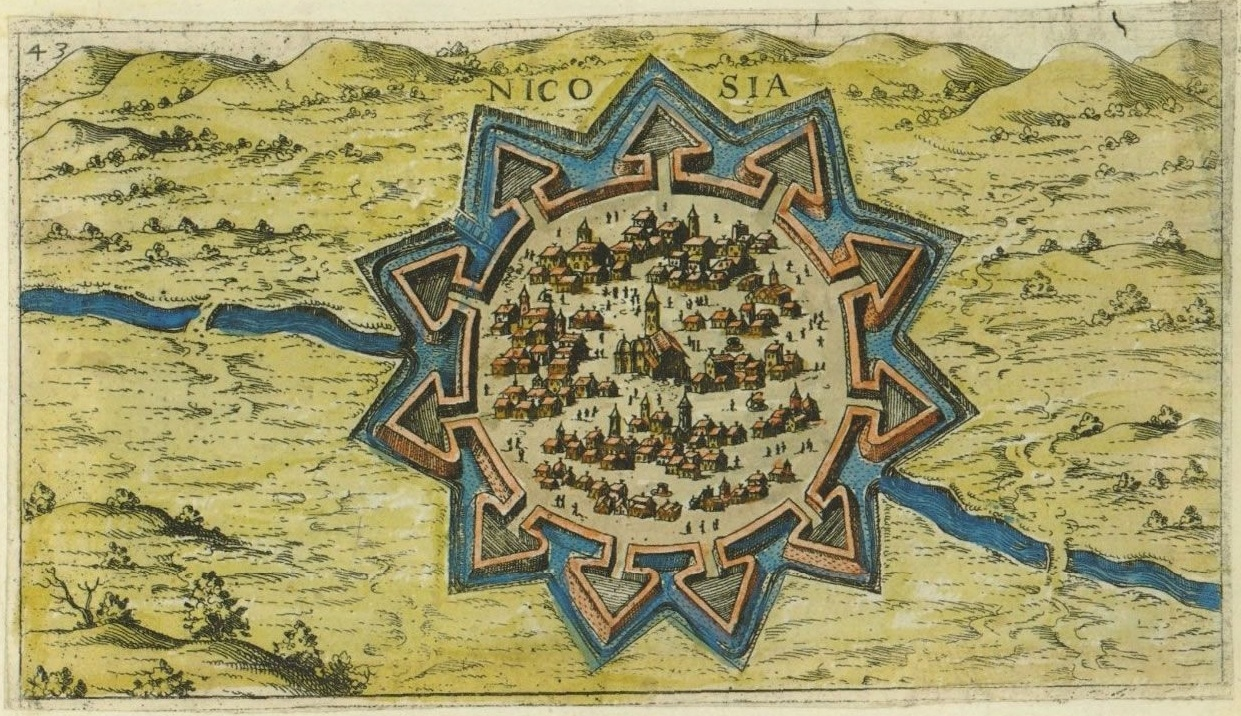
Carte des fortifications de la ville de Nicosie par Giacomo Franco

En 1567, les Vénitiens décident de fortifier la ville de Nicosie et chargent les ingénieurs militaires italiens Giulio Savorgnan et Francesco Barbaro de concevoir un bastion fortifié, capable de résister à un siège important. Les fortifications médiévales, que les ingénieurs avaient jugées insuffisantes pour défendre la ville, sont alors démolies pour faire place aux nouveaux murs de défense. Ils démolissent également plusieurs maisons, églises et palais dans l'enceinte de la ville et aussi des bâtiments situés à l'extérieur des nouveaux murs, à la fois pour acquérir des matériaux de construction et pour obtenir un meilleur champs de vision pour la défense de la ville.
Dans le même temps, la rivière Pedieos est détournée hors de la ville pour protéger les habitants des inondations et pour combler les douves entourant les nouveaux murs.
La quatrième guerre ottomane-vénitienne éclate alors que les fortifications étaient encore incomplètes. Les Ottomans sous l'amiral Piali Pacha envahissent l'île de Chypre le 1er juillet 1570 et commencent le siège de Nicosie le 22 juillet de la même année. La ville, n’étant pas assez préparée pour un siège de grande ampleur, ne résiste jusqu'au 9 septembre 1570, avec l'invasion des soldats Ottomans derrière les murs du bastion de Podocattaro. Les Ottomans ont tué tous les défenseurs et capturé les habitants restants.
Après la fin du siège, Lala Mustafa Pacha laisse une garnison de 4 000 soldats et 1 000 cavaliers dans la ville. La ville connaît alors un déclin constant. Bien que les Ottomans aient réparé les fortifications après le siège, au début du XVIIe siècle, elles étaient « violées ou délabrées » et la ville était pratiquement sans défense.
La ville a finalement commencé à connaître un renouveau au milieu du XIXe siècle. Elle était encore confinée à l’intérieur des murs lorsque les Britanniques occupèrent Chypre en 1878. Une ouverture a été réalisée près de la porte de Paphos en 1879 pour faciliter l'accès aux environs. D'autres ouvertures ont été pratiquées dans les murs au cours du XXe siècle.

## Édifice

Carte de la vieille ville fortifiée de Nicosie, avec ses 10 bastions

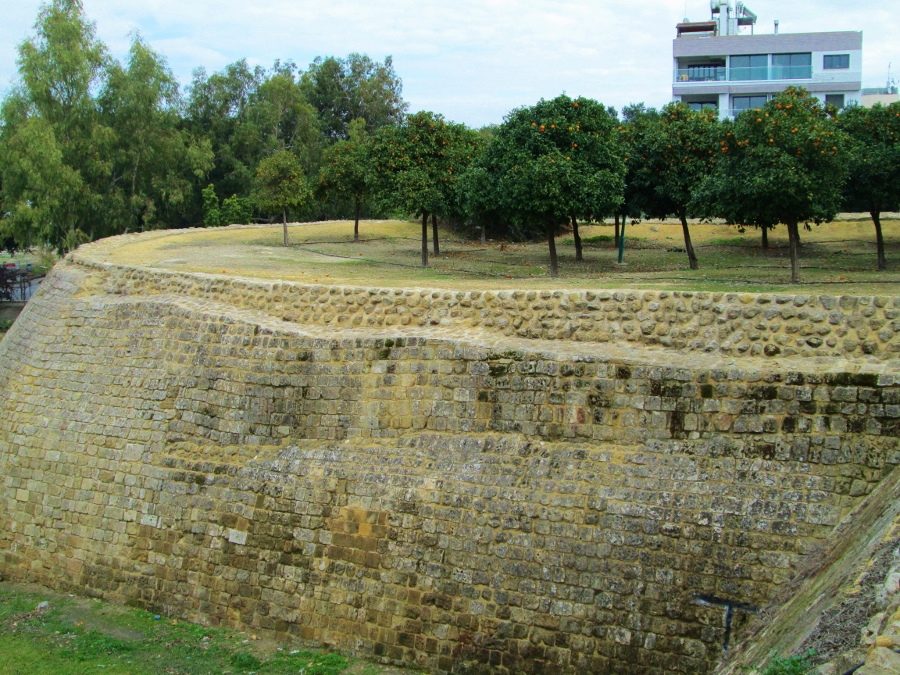
Vue d'une partie des murs vénitiens

La muraille de Nicosie est en forme circulaire, avec une circonférence d'environ 5km, contenant onze bastions pentagonaux à orillons arrondis, semblables aux bastions de Palmanova. Les bastions portent le nom des onze familles piliers de l'aristocratie italienne de la ville, qui ont donné des fonds pour la construction des murs. Les onze bastions sont :
- Bastion de Caraffa
- Bastion de Podocattaro
- Bastion de Constance
- Bastion d'Avila
- Bastion de Tripoli
- Bastion de Roccas
- Bastion de Mula
- Bastion Quirini
- Bastion Barbaro
- Bastion de Lorédan
- Bastion de Flatro

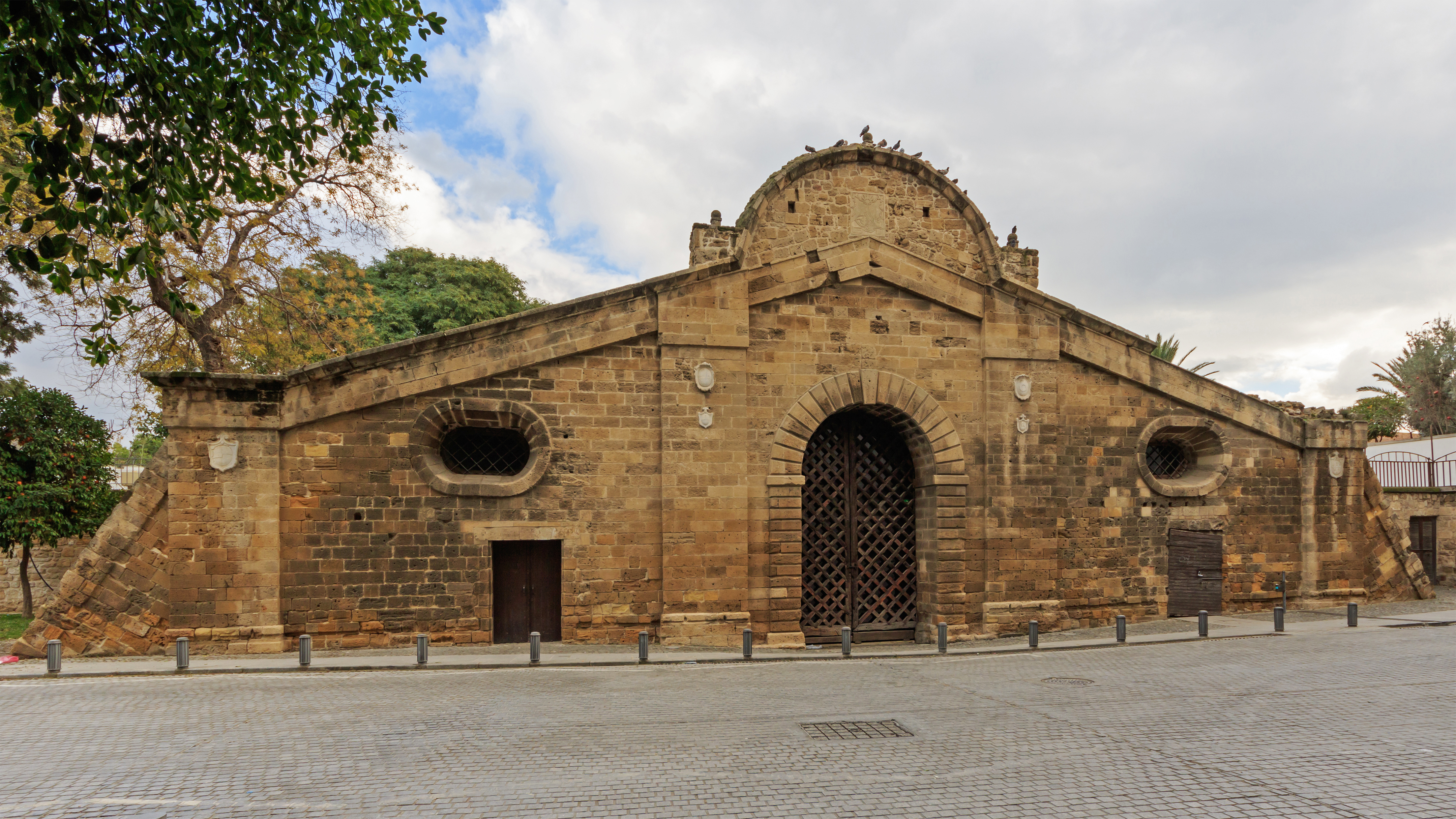
Porte de Famagouste.

La ville comporte également trois portes d'accès :
- Porte de Paphos (Porta San Domenico)
- Porte de Famagouste (Porta Giuliana)
- Porte de Kyrenia (Porta del Proveditore)

Les experts considèrent les murs comme un excellent exemple de l'architecture militaire du XVIe siècle. Leur conception intègre des techniques innovantes spécifiques, marquant le début de l'ère de la renaissance dans la construction de fortifications. Celles-ci incluent le positionnement des portes sur le côté des bastions adjacents, afin qu'elles puissent être plus facilement protégées en période de siège, et le fait de laisser la moitié supérieure du mur sans maçonnerie, pour augmenter sa capacité à absorber l'impact des tirs de canon.
Malgré cela, les fortifications présentaient plusieurs défauts, principalement parce qu'elles étaient encore incomplètes lorsqu'elles furent capturées par les Ottomans. Les bastions n'ont ni piazza-bassa ni cavaliers, et les courtines sont assez basses par rapport aux autres remparts contemporains tels que les fortifications d'Héraklion et les fortifications de La Valette . Les fortifications manquaient ainsi également d'ouvrages avancés.

Drapeau de la ville de Nicosie

Preuve de son importance dans l'histoire de la ville, le drapeau de la capitale de Chypre est basée sur le plan de ses remparts, très iconique de l'architecture militaire des citadelles du XVIe siècle.